# Philodendron graveolens
Philodendron graveolens är en kallaväxtart som beskrevs av Adolf Engler. Philodendron graveolens ingår i släktet Philodendron och familjen kallaväxter.
Artens utbredningsområde är Colombia. Inga underarter finns listade.